# Peperomia columella
Peperomia columella là một loài thực vật có hoa trong họ Hồ tiêu. Loài này được Rauh & Hutchison miêu tả khoa học đầu tiên năm 1973.